# Quân đoàn 12, Quân đội nhân dân Việt Nam
Quân đoàn 12 là một quân đoàn chủ lực cơ động, trực thuộc Bộ Quốc phòng Việt Nam. Đây là đơn vị cấp quân đoàn đầu tiên được tổ chức lại của Quân đội nhân dân Việt Nam trên cơ sở sát nhập 2 quân đoàn là Quân đoàn 1 và Quân đoàn 2, được thành lập ngày 21/11/2023 tại Ninh Bình.

## Quá trình phát triển
Ngày 21/11/2023, Bộ trưởng Bộ Quốc phòng ký quyết định số 6012/QĐ-BQP về việc thành lập Quân đoàn 12.
Ngày 28/11/2023, tại Thành phố Tam Điệp (Ninh Bình), Đảng ủy Quân đoàn 12 tổ chức họp phiên thứ nhất và công bố quyết định của Quân ủy Trung ương về việc thành lập Đảng bộ Quân đoàn 12 nhiệm kỳ 2020 - 2025.
Ngày 29/11/2023, tại Ninh Bình, Bộ Quốc phòng tổ chức hội nghị tiếp nhận nguyên trạng các cơ quan, đơn vị thuộc Quân đoàn 1, Quân đoàn 2 và Phân viện 5 (Bệnh viện 7, Quân khu 3) về Quân đoàn 12.
Sáng ngày 2/12/2023, Đảng ủy, Bộ tư lệnh Quân đoàn 12 tổ chức Lễ công bố Quyết định thành lập Quân đoàn. Đại tướng Phan Văn Giang, Ủy viên Bộ Chính trị, Phó bí thư Quân ủy Trung ương, Bộ trưởng Bộ Quốc phòng dự và phát biểu chỉ đạo.
Quân đoàn 12 là Quân đoàn đầu tiên của Việt Nam được tổ chức theo hướng "tinh, gọn, mạnh", tiến lên hiện đại. Quy mô, tổ chức, lực lượng của Quân đoàn 12 sẽ lớn hơn; chức năng, nhiệm vụ nặng nề hơn; được trang bị nhiều loại vũ khí, phương tiện mới, hiện đại hơn với phương pháp bố trí mới. Quân đoàn phải đảm nhận nhiệm vụ mở các chiến dịch có quy mô vừa, và sẵn sàng đánh bại mọi hình thái tác chiến mới của địch trong tương lai.

## Lãnh đạo hiện nay
- Tư lệnh:  Thiếu tướng Lê Xuân Thuân - Phó Bí thư Đảng ủy
- Chính ủy: Thiếu tướng  Trần Đại Thắng - Bí thư Đảng ủy
- Phó Tư lệnh - Tham mưu trưởng: Thiếu tướng Nguyễn Thành Phố
- Phó Tư lệnh: Thiếu tướng Phạm Hùng Quyết
- Phó Tư lệnh: Thiếu tướng Lê Văn Phan
- Phó Chính ủy: Thiếu tướng Nguyễn Thanh Tình

## Tổ chức bộ máy

### Cơ quan
- Văn phòng
- Thanh tra
- Phòng Điều tra hình sự
- Bộ Tham mưu
- Cục Chính trị
- Cục Hậu cần - Kỹ thuật

### Đơn vị trực thuộc Quân đoàn
- Sư đoàn Bộ binh 308 (Đại Đoàn Tiên Phong)[4];
- Sư đoàn Bộ binh 312 (Đại Đoàn Chiến Thắng)[5];
- Sư đoàn Bộ binh 390 (Đại Đoàn Đồng Bằng);
- Sư đoàn Bộ binh 325 (Đại Đoàn Bình Trị Thiên);
- Lữ đoàn Pháo binh 164;
- Lữ đoàn Pháo binh 368 (Đoàn B68) (Đoàn Pháo binh Tất Thắng);
- Lữ đoàn Tăng - Thiết giáp 203 (Đoàn H03);
- Lữ đoàn Pháo Phòng không 673;
- Lữ đoàn Phòng không 241 (Đoàn H41)[6](Đoàn Xung Kích);
- Lữ đoàn Công binh 299 (Đoàn H99)[7]; (Đoàn Công binh Tân Trào);
- Trường Quân sự Quân đoàn 12[8];
- Trung đoàn Thông tin 140 (Đoàn TT M40).

### Đơn vị trực thuộc Cục
- Tiểu đoàn Trinh sát đặc nhiệm 701 (Bộ Tham mưu);
- Tiểu đoàn Trinh sát pháo binh 703 (Bộ Tham mưu);
- Tiểu đoàn Vệ binh 702 (Bộ Tham mưu);
- Tiểu đoàn Hóa học 21 (Bộ Tham mưu);
- Viện kiểm sát quân sự quân đoàn;
- Viện kiểm sát quân sự khu vực quân đoàn;
- Xưởng in (Cục chính trị);
- Bảo tàng Quân đoàn 12;
- Kho K569 (Cục Hậu cần - Kỹ thuật);
- Trung đoàn vận tải 752 (Cục Hậu cần- Kỹ thuật);
- Tiểu đoàn 879 (Cục Hậu cần - Kỹ thuật);
- Tiểu đoàn TCĐT 36 (Bộ Tham mưu);
- Bệnh viên quân y 5 (Cục Hậu cần - Kỹ thuật).

## Chỉ huy, lãnh đạo qua các thời kỳ

### Tư lệnh
| TT | Họ tên           | Thời gian đảm nhiệm  | Cấp bậc tại nhiệm  | Chức vụ cuối cùng | Ghi chú                      |
| -- | ---------------- | -------------------- | ------------------ | ----------------- | ---------------------------- |
| 1  | Trương Mạnh Dũng | 12/2023 - 24/04/2025 | Thiếu tướng (2022) |                   | Tư lệnh Quân đoàn 1          |
| 2  | Lê Xuân Thuân    | 24/04/2025 - nay     | Thiếu tướng        |                   | Phó tư lệnh - TMT Quân Khu 1 |

### Chính ủy
| TT | Họ tên          | Thời gian đảm nhiệm | Cấp bậc tại nhiệm  | Chức vụ cuối cùng | Ghi chú              |
| -- | --------------- | ------------------- | ------------------ | ----------------- | -------------------- |
| 1  | Nguyễn Đức Hưng | 12/2023 - 02/2025   | Thiếu tướng (2021) |                   | Chính ủy Quân đoàn 1 |
| 2  | Trần Đại Thắng  | 01/03/2025 - nay    | Thiếu tướng (2025) |                   |                      |

### Phó Tư lệnh kiêm Tham mưu trưởng
| TT | Họ tên           | Thời gian đảm nhiệm | Cấp bậc tại nhiệm  | Chức vụ cuối cùng | Ghi chú             |
| -- | ---------------- | ------------------- | ------------------ | ----------------- | ------------------- |
| 1  | Nguyễn Thành Phố | 12/2023 - nay       | Thiếu tướng (2024) |                   | PTL-TMT Quân đoàn 2 |